# آيت بوبراهيم (آيت واقا)
آيت بوبراهيم هو دُوَّار يقع بجماعة آيت إسحاق، إقليم خنيفرة، جهة بني ملال خنيفرة في المملكة المغربية. ينتمي الدوّار لمشيخة آيت واقا التي تضم 3 دواوير. يقدر عدد سكانه بـ 931 نسمة حسب الإحصاء الرسمي للسكان والسكنى لسنة 2004.

## وصلات خارجية
- البوابة الوطنية للجماعات الترابية
- المندوبية السامية للتخطيط